# Faro del Cabo Arkona
El faro del Cabo Arkona (en alemán: Leuchtturm Kap Arkona) consta de dos faros y una torre de radio y navegación en la costa alemana del mar Báltico en Mecklemburgo-Pomerania Occidental, con el número de serie internacional C 1062. Está situado en el cabo Arkona en la península de Wittow, en la punta septentrional de la isla de Rügen. Las tres torres fueron renovadas a principios de 1990 y están abiertas a los visitantes. En el antiguo faro hay un museo con una exposición sobre los faros y el salvamento marítimo, así como una subestación de la oficina local del registro civil, las bodas pueden ser conmemoradas con una pequeña placa en frente de la torre. La torre de radio de navegación (en alemán: Peilturm) se utiliza como museo y taller de arte.